# Elisa Meneghini
Elisa Meneghini (Como, 24 luglio 1997) è un'ex ginnasta italiana, membro della squadra che ha partecipato alle Olimpiadi di Rio de Janeiro 2016.
Ha partecipato ai Campionati del Mondo del 2015 e a tre Campionati europei.
È stata campionessa italiana individuale e al corpo libero nel 2014 e nel 2015, oltre che vice campionessa individuale nel 2013.
Da junior è stata membro della nazionale vincitrice della medaglia d'argento ai Campionati Europei del 2012.
È stata la prima ginnasta italiana ad eseguire la rondata+salto teso con un avvitamento (difficoltà G) alla trave.
Dal 12 giugno 2017 viene arruolata nell'Esercito Italiano col grado di Caporale.

## Carriera junior
Elisa Meneghini si avvicina all'attività sportiva cominciando con la ginnastica ritmica, ma passa poi all'artistica per mancanza di sufficiente flessibilità.

### 2010
Come atleta della Gym Team Lixonum, il 24 febbraio 2010 partecipa alla sua prima tappa di Serie A1. La Lixonum, col complessivo di 114.900, arriva terza nella classifica generale dietro alla GAL Lissone e alla Brixia Brescia.
A giugno, insieme alle compagne Serena Bugani, Enus Mariani, Lara Mori e Martina Rizzelli, partecipa ad un incontro quadrangolare a Tolone con la Germania, la Svizzera e la Francia. Con uno stacco di dieci punti dalla seconda classificata (153.400) e di venti punti dalla terza (143.500), l'Italia vince il concorso a squadre con 163.550 punti. Individualmente, Meneghini vince il concorso generale individuale (55,700).
Insieme a Giulia Gemme, viene selezionata per partecipare ai Top Gym del Belgio. Compete in tutti e quattro gli attrezzi e si aggiudica la medaglia di bronzo individuale grazie a delle buone prestazioni al volteggio (14.067 punti) e al corpo libero (13.667 punti). Degli sbilanciamenti alla trave (13.300 punti) e una caduta alle parallele asimmetriche (12.450 punti) le fanno perdere decimi preziosi.
Nella tappa finale di Serie A1 tenutasi a Genova, la Gym Team Lixonum si aggiudica il quarto posto, dietro alla vincente Brixia Brescia, la GAL Lissone e l'Artistica '81. Durante il Campionato di Categoria, Meneghini vince il titolo italiano juniores con 53.550 punti.

### 2011: Festival Olimpico della Gioventù Europea
La prima competizione della stagione è il Trofeo Città di Jesolo, un triangolare con Russia e Stati Uniti d'America, in cui partecipa insieme a Greta Carnessali, Erika Fasana, Francesca Deagostini, Alessia Leolini, Sara Ricciardi e Alessia Scantamburlo. La Squadra Juniores, malgrado un'ottima prova, non è andata oltre il terzo posto: con 214.750 punti, si piazza dietro Stati Uniti (233,050) e Russia (220,500). Individualmente, con un punteggio complessivo di 54.450, si piazza ottava (prima tra le italiane) nella classifica individuale.
Con la GAL Lissone vince lo scudetto di Serie A1, salendo sul podio davanti alla Pro Lissone e all'Artistica '81. Individualmente, con un ottimo complessivo di 54.600 punti, si classifica terza nella classifica individuale "virtuale".
Il 21 maggio prende parte al 9º Trofeo Internazionale Città di Lugano insieme alle connazionali Martine Buro e Arianna Salvi. Con delle buone prestazioni al volteggio (14.100), corpo libero (13.700, punteggio più alto all'attrezzo), trave (14.050) e parallele (13.800) totalizza 55.650 punti e vince la medaglia d'oro. Viene inoltre convocata per partecipare al 6º Trofeo Andrea Massucchi, dove arriva prima nel concorso individuale (56.000), alle parallele (13.800) e al corpo libero (14.000), arriva seconda alla trave (14.200) e terza al volteggio.
La competizione più importante dell'anno è il festival olimpico della gioventù europea di Trebisonda, dove partecipa insieme ad Erika Fasana e Francesca Deagostini. Le italiane si aggiudicano il Concorso per Nazioni agli EYOF in Turchia con il punteggio complessivo di 110.950, staccando di quattro decimi la Romania. Individualmente vince la medaglia di bronzo nel concorso individuale (54.800 punti), dietro alla connazionale Erika Fasana e alla rumena Larisa Iordache.
Diventa campionessa italiana ai Campionati Nazionali di Categoria, nella 2ª fascia.

### 2012: Campionati Europei di Bruxelles

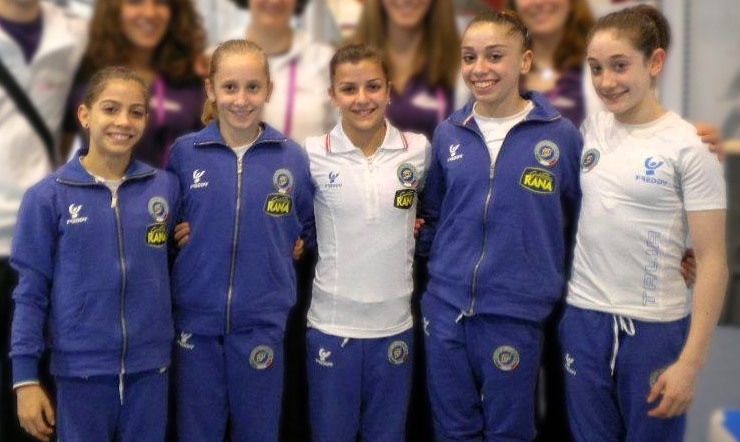
La Nazionale italiana juniores agli Europei 2012: Lara Mori, Tea Ugrin, Elisa Meneghini, Enus Mariani, Alessia Leolini.

A causa di una distorsione al dito medio, è impossibilitata a partecipare alla 1ª tappa di Serie A1 tenutasi a Bari e alla 2ª tappa tenutasi a Firenze. Durante la prima giornata, la GAL Lissone, società di cui fa parte Elisa, si posiziona al terzo posto nella classifica a squadre (punteggio complessivo: 159.150) dietro alla vincente Brixia Brescia (166,950) e alla Pro Lissone (159,250). Per la seconda tappa di Campionato A1 svoltasi a Firenze il 24 marzo, con un punteggio complessivo di 161.300, la GAL Lissone si aggiudica la vittoria.
Il 21 aprile compete nella finale del Campionato di Serie A1, portando alla vittoria dell'undicesimo scudetto la GAL Lissone. Individualmente arriva quarta nel concorso generale individuale "virtuale", grazie a delle buone prestazioni in tutti e quattro gli attrezzi: 14.100 al volteggio, 13.400 alle parallele asimmetriche, 14.400 alla trave e 13.650 al corpo libero.
Viene convocata per far parte della squadra nazionale juniores che competerà ai Campionati Europei di Bruxelles dal 9 al 13 maggio. Con l'Italia, grazie ad un punteggio complessivo di 164.031, vince l'argento nella finale a squadre. Individualmente, con delle buonissime prestazioni, si qualifica per le finali di tutti e quattro gli attrezzi e nel concorso individuale. A causa di una caduta alla trave sulla serie indietro flic salto, finisce il concorso individuale ai piedi del podio. Nella finale di specialità alla trave vince la medaglia di bronzo, davanti alla connazionale Tea Ugrin.
Il 16 giugno compete ai Campionati Assoluti di Catania. Grazie a dei buoni esercizi in tutti e quattro gli attrezzi, con 55.000 punti, vince il bronzo nazionale. Inoltre, si qualifica per la finale alla trave (13,850 punti), corpo libero (13,850 punti) e parallele asimmetriche (13,650 punti). Il 17 giugno, durante le finali di specialità, diventa vicecampionessa italiana alla trave con 14.200 punti, dietro di 7 decimi dalla prima classificata Carlotta Ferlito.

## Carriera senior

### 2013: Coppa del mondo; Europei di Mosca; vicecampionessa italiana

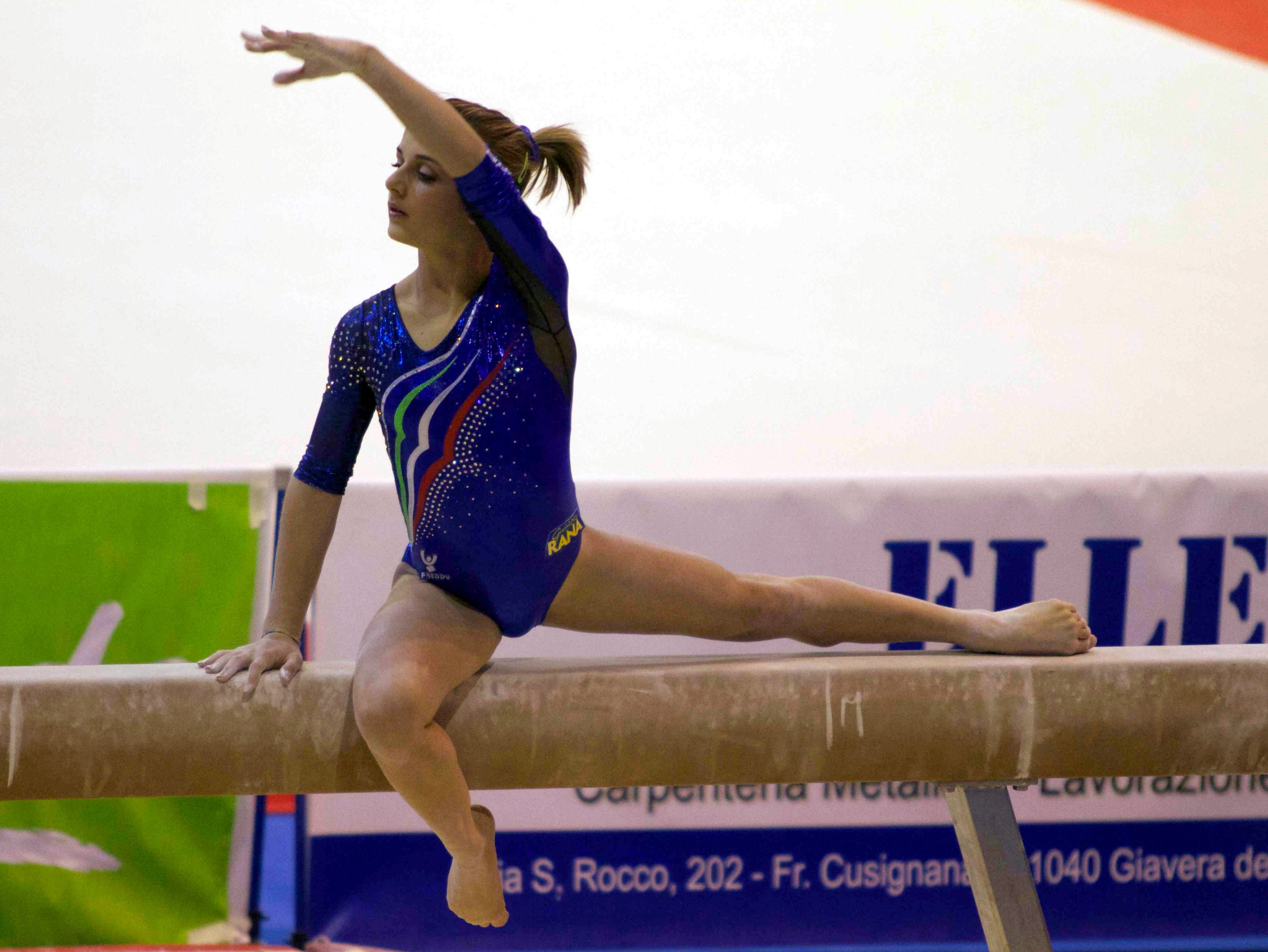
Elisa Meneghini al Trofeo Città di Jesolo 2013.

L'11 aprile insieme a Carlotta Ferlito, Vanessa Ferrari e Giorgia Campana viene convocata per partecipare ai Campionati Europei di Mosca.
Si qualifica nel concorso individuale e alla trave, posizionandosi settima in entrambe le categorie.

Ai Campionati Assoluti 2013 conquista il secondo piazzamento all around, con 55.550, dopo Tea Ugrin e davanti a Giorgia Campana.

### 2014: Europei di Sofia; Campionessa italiana; la convocazione ai mondiali e l'infortunio
La prima prova del campionato di ginnastica artistica femminile si è disputata al Mandela Forum di Firenze.
La Gal conclude la gara al terzo posto dietro la Olos Gym 2000 e la Brixia, mentre Meneghini conclude al primo posto nel concorso all-around virtuale.
La seconda prova del campionato GAF e GAM si è svolta, invece, a Torino al Palaruffini. La Gal non è riuscita a salire sul podio giungendo quinta dietro la Olos, la Forza e Virtù, la Ginnica Giglio e la Brixia. Errori e sbilanciamenti qua e là non hanno permesso alle brianzole di confermare il terzo posto di Firenze. Meneghini arriva seconda nel concorso all-around virtuale dietro ad Erika Fasana.
La terza ed ultima prova di serie A1 e A2 si è tenuta a Desio. La Gal giunge terza e nella classifica finale si conferma la terza squadra migliore d'Italia dietro alla Brixia e alla Olos Gym 2000. Meneghini termina prima nel concorso all-around virtuale.
L'8 marzo, a Torino, seconda tappa del campionato di Serie A, è invece seconda dietr ad Erika Fasana: ottiene 14,200 al volteggio, 13,500 alle parallele, 14,050 alla trave, 13,800 al corpo libero, per un totale di 55,550 punti.
Il 22 e 23 marzo partecipa al Trofeo Città di Jesolo, e nel concorso generale si piazza al 6º posto, miglior italiana della competizione. A pari merito con la statunitense Alyssa Baumann, nella finale alla trave, conquista la medaglia d'argento (14,200), alle spalle di Andreea Munteanu, che inoltre le strappa per soli 64 millesimi di vantaggio la medaglia di bronzo al corpo libero (13,967 a 13,933).
Il 30 aprile Meneghini viene convocata per far parte della squadra italiana senior per gli Europei di Sofia, insieme a Vanessa Ferrari, Giorgia Campana, Erika Fasana e Martina Rizzelli. Nella finale a squadre l'Italia termina al 5º posto; Meneghini è l'unica a gareggiare su tutti e quattro gli attrezzi, e ottiene 14,066	 punti al volteggio, 12,366 alle parallele, 13,933 alla trave e 14,000 al corpo libero.
Il 31 maggio partecipa ai suoi terzi campionati italiani assoluti di ginnastica artistica, proclamandosi campionessa italiana con un punteggio di 56.700, staccando di 3 punti la seconda classificata Iosra Abdelaziz. Ottiene il miglior punteggio alla trave (14.750), al volteggio (14.300) e al corpo libero (14.000), mentre ottiene 13.650 alle parallele asimmetriche. Questi punteggi le consentono di qualificarsi alle finali (trave, parallele e corpo libero) del giorno successivo. Alle parallele cade due volte ottenendo 11.600, che la colloca 8ª. Con il punteggio di 14.000 diventa la nuova campionessa italiana alla trave e successivamente vince la medaglia d'oro al corpo libero con il punteggio di 13.900.
Il 13 e il 14 settembre partecipa alla prima edizione della Golden League. Arriva seconda sia nel concorso a squadre con la Gal, sia nel concorso individuale con 56.550 (14.600 al volteggio, 13.500 alle parallele,14.450 alla trave e 14.000 al corpo libero). Durante le finali di specialità arriva settima alla parallele, prima al corpo libero, quarta al volteggio e prima a trave.
Insieme alla nazionale azzurra, partecipa alla Novara Cup, quadrangolare per-mondiale tra Italia, Spagna, Belgio e Svezia. Grazie a delle buone prestazioni da parte di tutta la squadra, l'Italia si aggiudica il primo gradino del podio.
Viene convocata per i campionati del mondo di Nanning, svoltisi dal 3 al 12 ottobre 2014, ma un infortunio alla schiena le impedisce di partecipare alle gare, venendo quindi sostituita da Lara Mori.

### 2015: Il lungo recupero; Vice campionessa italiana; Campionati del mondo di Glasgow
A causa di problemi fisici, è costretta a saltare la prima tappa di serie A.
Il 14 febbraio le viene ridata l'idoneità agonistica e la possibilità quindi di tornare ad allenarsi.
Ancora non in piena forma prende parte alla seconda tappa, quella di Milano, dove porta un avvitamento al volteggio (13.85), un corpo libero semplificato (13.400), paga una caduta in trave (13.200) e una fermata in parallele, conseguendo un punteggio complessivo di 53.100. La Gal termina in 4ª posizione.
Durante la terza tappa a Firenze, risulta la terza miglior all-arounder della giornata, con il punteggio complessivo di 54.700.
La quarta ed ultima tappa si svolge, invece, a Rimini. La Gal termina al terzo posto in classifica e Meneghini ottiene un complessivo di 55.800.
Viene poi convocata nella squadra nazionale italiana per il trofeo "Città di Jesolo". Nella prima giornata di gara, l'Italia si aggiudica il secondo posto dietro agli Stati Uniti. Meneghini ottiene 14.200 al volteggio, 14.050 alla trave, 12.400 alle parallele. Durante la finale di specialità alla trave, commette qualche errore e conclude all'ottavo posto.
Viene convocata per il trofeo 4 nazioni, una quadrangolare tra Italia, Russia, Romania e Colombia. Le azzurre conquistano il secondo posto mentre Meneghini si classifica 5º nell'AA, seconda tra le italiane. 
Il 12 e 13 settembre prende parte alla Golden League. Nella prima giornata viene disputata la finale a squadre con annessa classifica AA. La Gal si aggiudica la competizione a squadre lasciandosi alle spalle Brixia, Artistica 81 e Ginnica Giglio.
Individualmente Elisa giunge al quinto posto.
In accordo con il DTN, decide di prendere parte alla finale a trave, a parallele e a volteggio dove vince il bronzo con 14,550.
Viene convocata ai suoi 4º Campionati italiani assoluti, che si sono tenuti il 26 e 27 settembre, nella prima giornata di gara inizia a parallele dove ottiene13.700, commette una caduta a trave (13.05), ottiene 14.450 al corpo libero e chiude al volteggio con 14.550. Diventa vice-campionessa italiana con 55.750. Nella seconda giornata di gara totalizza 14.700 al corpo libero, vincendo la medaglia d'argento e 13.950 a trave vincendo il bronzo.
Viene convocata per la Novara Cup, incontro pre-mondiale tra Italia, Romania, Spagna e Belgio. Inizia la gara alle parallele dove si ferma a 13.05, alla trave ottiene 14.200 (D 5.6), al corpo libero 14.400) e al volteggio 14.45.
L'Italia si classifica al secondo posto mentre Meneghini con il suo 56.100 si classifica 3º nell'AA,  dietro a Larisa Iordache e Carlotta Ferlito.
A fine gara, il DTN Enrico Casella conferma la convocazione di Meneghini nella squadra che sarebbe partita per Glasgow.
La squadra è composta da Meneghini, Ferrari, Fasana, Ferlito, Mori, Ugrin e Mariani. 
Durante le qualificazioni, Meneghini gareggia su tre attrezzi (trave, corpo libero e volteggio). Dopo la rotazione alle parallele, è la prima a salire sulla trave, dove paga una caduta (13.000), mentre porta a termine un buon corpo libero da 14.066 (D. 5.6) e un volteggio da 14.600 (D. 5.3). L'Italia si posiziona al 5º posto, conquistando così il pass per le olimpiadi del 2016.
Durante la finale a squadre, Elisa scende in pedana al corpo libero ottenendo 14.200, seguito da 14.443 a volteggio. L'Italia termina la gara al 7º posto.

### 2016: Coppa del mondo di Stoccarda ed Europei di Berna
Il 19 marzo partecipa come individualista alla Coppa del mondo di Stoccarda: commette un errore al volteggio, passa poi alle parallele dove esegue un buon esercizio, successivamente compete alla trave dove paga due cadute (una dalla serie rondata-salto teso avvitato e una dal doppio giro), termina la competizione al corpo libero ottenendo l'ottavo posto.
Nel mese di maggio viene convocata insieme a Martina Rizzelli, Sofia Busato, Lara Mori ed Enus Mariani per i Campionati Europei in Svizzera. Nella gara di qualificazione compete al volteggio, alla trave e al corpo libero. La squadra riesce a qualificarsi per la finale in 7ª posizione.
Durante la Finale a squadre l'Italia riesce a migliorare la sua posizione in classifica arrivando 5º, Meneghini individualmente esegue dei buoni esercizi: al corpo libero (13.700) al volteggio (14.266) e alla trave (14.500).

### Olimpiadi di Rio 2016
Il 10 luglio 2016 entra a far parte della squadra italiana che parteciperà ai Giochi della XXXI Olimpiade, insieme a Vanessa Ferrari, Erika Fasana, Carlotta Ferlito e Martina Rizzelli Il 7 agosto, con la giornata di qualificazione femminile, inizia la sua prima avventura olimpica, gareggiando a volteggio, trave e corpo libero (14.233). L'Italia non riesce a qualificarsi per la finale a squadre ottenendo solo la decima posizione.

### 2017: Serie A e Campionati Assoluti di Perugia
Nel 2017 partecipa alla sua settima Serie A, conclude il campionato a Eboli il 16 settembre in terza posizione.
Il 2 settembre prende parte agli Assoluti di Perugia, ottenendo 13.500 al volteggio e 11.350 alle parallele a causa di una caduta.
A novembre assieme a Giada Grisetti, Francesca Noemi Linari e Sara Berardinelli partecipa al Masters Massilia, durante la qualificazione ottiene 12.000 alle parallele, 10.600 a trave a causa di qualche incertezza e 13.050 a corpo libero. Conquista la medaglia d'argento nella finale di specialità al corpo libero con 12.633.
Nello stesso anno diviene membro dell'Esercito italiano.

### 2018
Il 3 marzo partecipa alla prima tappa di Serie A ad Arezzo. Si classifica terza con la GAL Lissone, dietro a Bollate e Brixia Brescia. Individualmente gareggia su tutti gli attrezzi eseguendo dei buoni esercizi, eccetto per il corpo libero dove commette un errore nella seconda diagonale. 
Partecipa alla Coppa del mondo a Doha e si classifica per la finale di specialità al corpo libero, dove conquista la medaglia d'oro a pari merito con altre 2 ginnaste. 
Partecipa al collegiale per scegliere le partecipanti al Trofeo Città di Jesolo ma, nonostante venga selezionata come partecipante della squadra "Italia A", non prende parte alla gara.
Prende poi parte alla seconda tappa di Serie A con la Gal Lissone, che riesce a salire sul secondo gradino del podio a pari merito con il Centro Sport Bollate.
Ad inizio giugno prende parte alla terza tappa di Serie A, gareggia su tutti e quattro gli attrezzi svolgendo delle buone routine, tranne alla trave dove cade dal teso avvitato. La Gal si classifica comunque al secondo posto di giornata ed al secondo posto del campionato generale di Serie A. 
Viene poi convocata per partecipare ai Campionati italiani assoluti di Riccione, dove svolge un buon avvitamento al volteggio ma cade a trave, parallele e corpo libero.
Viene poi convocata per un collegiale a Brescia in preparazione di un incontro amichevole internazionale in Germania, al termine del quale non viene però convocata e, di conseguenza, non viene convocata per i Mondiali.

### 2020
Torna alle competizioni nel 2020 partecipando alla prima tappa di Serie A1 con la GAL Lissone, dove gareggia a volteggio (13.200), trave (11.900) e corpo libero (11.950).

## Televisione
Il 20 marzo 2013 è stata annunciata la terza stagione del programma Ginnaste - Vite parallele; le riprese sono cominciate il 22 marzo in occasione del Trofeo Città di Jesolo, e le puntate verranno trasmesse dal mese di maggio. Insieme ad Elisa le protagoniste della terza stagione sono Carlotta Ferlito, Elisabetta Preziosa, Alessia Praz, Emily Armi, Sara Barri, Francesca Deagostini.